# Dino Buzzati

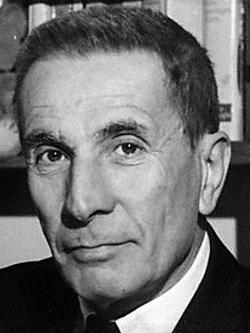
Dino Buzzati

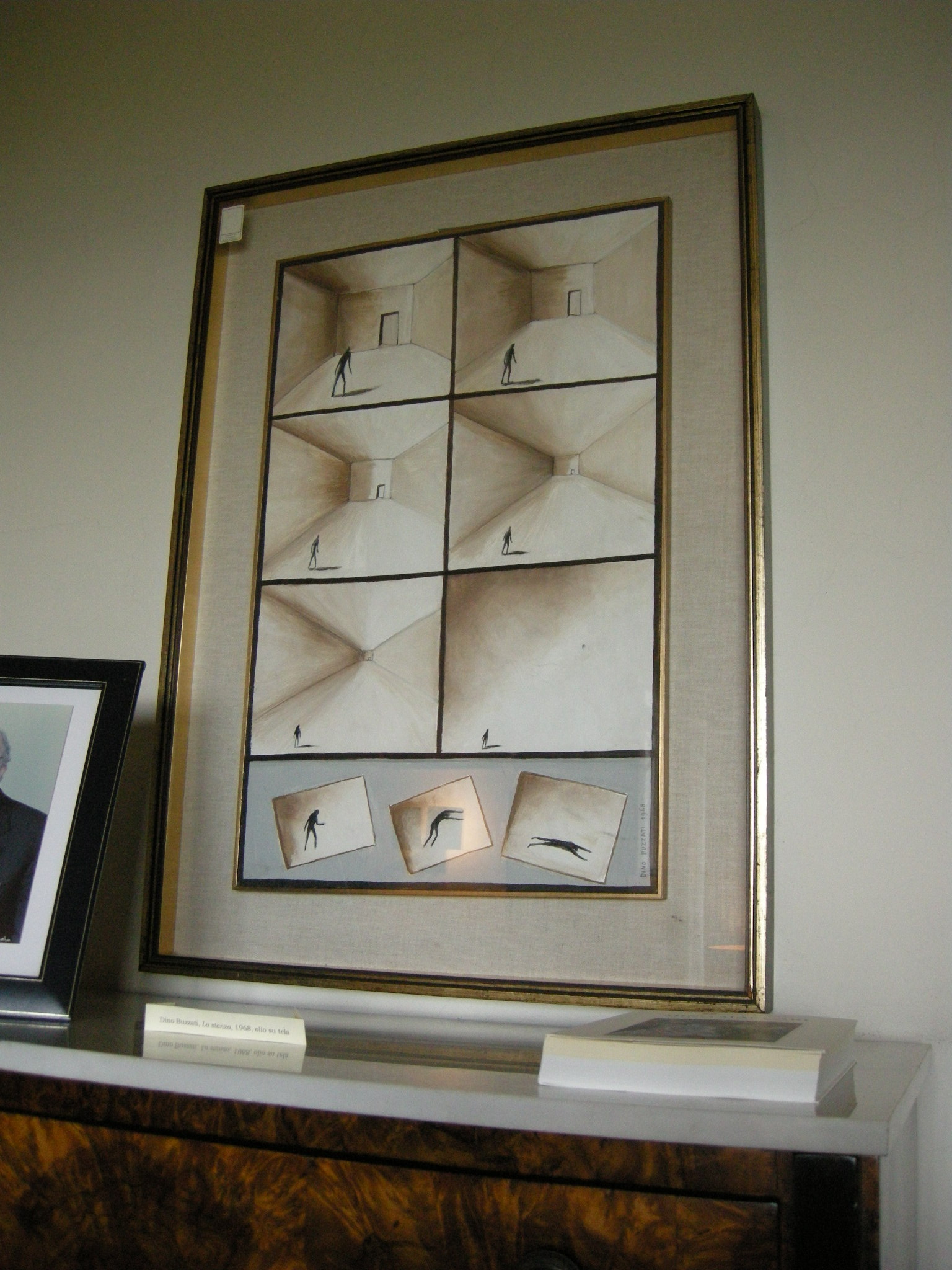
La stanza

Dino Buzzati (San Pellegrino di Belluno, 16 oktober 1906 – Milaan, 28 februari 1972) was een Italiaanse schrijver van romans, korte verhalen en poëzie alsmede journalist voor de Corriere della Sera. Zijn belangrijkste boek is Il Deserto dei Tartari, in het Nederlands vertaald als De woestijn van de Tartaren (in 1955 ook als Eenzame vesting en in 1972 als De Tartaarse woestijn).

## Leven
Buzzati werd geboren in San Pellegrino, een wijk van de Noord-Italiaanse stad Belluno. Hij studeerde rechten aan de Universiteit van Milaan, waar zijn vader hoogleraar internationaal recht was geweest. Toen hij 22 jaar oud was begon hij, nog student, als journalist bij de Corriere della Sera. Hij zou daar blijven werken tot aan zijn dood. Vanuit die journalistieke werkzaamheden schreef Buzzati zijn andere werk, waarbij surrealistische onderwerpen op een nuchtere wijze worden neergezet.

## Werk
Buzzati heeft romans, korte verhalen, theaterstukken, poëzie, operalibretto's en journalistiek werk geschreven.

### Il Deserto dei Tartari
Dit verhaal beschrijft het verhaal van de militaire vesting Bastiani aan de rand van een niet nader genoemd land in een onduidelijk tijdvak. De hoofdpersoon, Giovanni Drogo, wordt als jonge officier in dit verlaten, ogenschijnlijk nutteloze maar wel strak geleide kamp geplaatst. Drogo wacht vervolgens jarenlang op de invulling van het doel van de vesting: een militaire aanval vanuit het rijk van het Noorden weerstaan, zonder dat die aanval ooit komt of zelfs daadwerkelijk wordt verwacht. Als thema staat centraal de onmogelijkheid van de mens om zin te geven aan zijn bestaan.
Het boek werd in 1975 door Valerio Zurlini verfilmd als Il deserto dei Tartari.

## Publicaties (selectie)
- Barnabo delle montagne, 1933 (roman)
- Il segreto del Bosco Vecchio, 1935 (roman)
- Il deserto dei Tartari, 1939 (roman). In het Nederlands verschenen als Eenzame vesting, vert. Dick Ouwendijk (1955, herdrukt 1972) en als De woestijn van de Tartaren, vert. Anthonie Kee, Wereldbibliotheek (2006)
- I sette messaggeri, 1942 (verhalen). In het Nederlands verschenen als Het huis met de zeven verdiepingen, vert. Juliette Cohen [1960]
- La famosa invasione degli orsi in Sicilia, 1945 (roman). In het Nederlands verschenen als De beroemde bereninvasie van Sicilië, Uitgeverij Karaat (2017)

- Paura alla Scala, 1949 (novelle). In het Nederlands verschenen als Angst in de Scala, vert. Herman van den Bergh [1959]
- Il crollo della Baliverna, 1954
- Sessanta racconti, 1958 (verhalen). In het Nederlands verschenen als Paniek in de Scala en andere griezelverhalen, vert. S. Domela Nieuwenhuis-Meyboom (1967)
- Il grande ritratto, 1960
- Un amore, 1963 (roman). In het Nederlands verschenen als Een liefde, vert. Anna Conterno en Hans de Vries (1966) en als Een liefde, vert. Nadia Ramer, Wereldbibliotheek (2006)
- Il cane che ha vista Dio, 1963 (verhalen). In het Nederlands verschenen als De hond die God heeft gezien, vert. Tine Riegen en Anna Maria Domburg (1991)
- Il colombre, 1977
- Dino Buzzati al Giro d'Italia, 1981 (reportage). In het Nederlands verschenen als De Ronde van Italië, vert. Tineke van Dijk (1983)

- Bibsys: 90096120
- Biblioteca Nacional de España: XX1164506
- Bibliothèque nationale de France: cb11894679f (data)
- Catàleg d'autoritats de noms i títols de Catalunya: 981058511954106706
- CiNii: DA03655174
- Digitale Bibliotheek voor de Nederlandse Letteren: buzz001
- Gemeinsame Normdatei: 118518178
- International Standard Name Identifier: 0000 0001 2125 1018
- Library of Congress Control Number: n79100777
- Nationale Bibliotheek van Letland: 000026948
- MusicBrainz: e0987d84-57a6-4ce6-965e-3686abeb4f99
- Bibliotheek van het Japanse parlement: 00435006
- Nationale Bibliotheek van Tsjechië: jn19990001257
- Nationale bibliotheek van Australië: 35684497
- Nationale Bibliotheek van Israël: 987007259248105171
- Nationale Bibliotheek van Polen: a0000002385321
- Nationale en Universitaire bibliotheek Zagreb: 000050079
- Nederlandse Thesaurus van Auteursnamen: 068372213
- RKD-Nederlands Instituut voor Kunstgeschiedenis: 249198
- Russische Staatsbibliotheek: 000017392
- Istituto Centrale per il Catalogo Unico: CFIV007701
- LIBRIS: 179807
- SNAC: w6z04mbz
- Système universitaire de documentation: 026760657
- Trove: 1041502
- Union List of Artist Names: 500337959
- Virtual International Authority File: 27061960
- WorldCat: E39PCjBqbx3mBw4wBpjBhk8mr3